# Susak
Pour l’article homonyme, voir Susak (Mali Lošinj).
Susak est une île de Croatie, dans la mer Adriatique. 